# یوکیکو تاکاهاشی
یوکیکو تاکاهاشی (ژاپنی: 高橋 有紀子؛ زادهٔ ۱۲ نوامبر ۱۹۶۷) بازیکن والیبال سالنی و بازیکن والیبال ساحلی زن اهل ژاپن بود.